# هاینه ۷۱۰۹
سیارک ۷۱۰۹ (به انگلیسی: 7109 Heine، نامگذاری:1983RT4) هفت هزار و صد و نهمین سیارک کشف شده‌است که در ۱ سپتامبر ۱۹۸۳ کشف شد.
قدر مطلق سیارک برابر ۱۳٫۳۰ است.